# Минијера Марки (Гросето)
Минијера Марки је насеље у Италији у округу Гросето, региону Тоскана.
Према процени из 2011. у насељу је живело 33 становника. Насеље се налази на надморској висини од 182 м.